# 中國人民政治協商會議全國委員會香港地區委員
中國人民政治協商會議全國委員會香港地區委員（簡稱港區全國政協委員）是指參加中華人民共和國咨詢機構－中國人民政治协商会议全國委员会（全國政協）的香港居民。
不同於港区全國人大代表系由选举产生，香港地區全國政協委員和澳區全國政協委員均由全國政協常委会协商决定。全國政协专设「特邀香港人士」及“特邀澳门人士”席位委任港澳籍人士，此外亦有部分屬於其他界別的香港委員，例如林大輝先後屬於「經濟界」和「體育界」，胡定旭先後屬於「經濟界」和「醫藥衛生界」。
全國人民代表大會常務委員會於2021年3月30日修訂基本法附件一，按修訂所有港區全國政協委員和港區人大代表均為選舉委員會當然成員（190名），但代表必須為香港永久性居民；附件一修訂前，港區全國政協委員於2011年及2016年各選出51名代表進入選舉委員會。
基於全國政協未有於香港設立辦事處，港區全國政協早年設立香港友好協進會作為聯誼機構，連同港區全國人大代表和港區中華海外聯誼會理事，團結香港社會各界愛國愛港人士。

## 全國政協常委会组成人员
中國人民政治协商会议全國委员会常务委员会是全國政协的常設機構，由全國政協主席、副主席、秘書長和常務委員組成。

### 香港地區出身的全國政協副主席
- 第八屆（1993－1998）：安子介、霍英東
- 第九屆（1998－2003）：安子介（任內病故）、霍英東
- 第十屆（2003－2008）：霍英東（任內病故）、董建華（2005年3月12日增選）
- 第十一屆（2008－2013）：董建華
- 第十二屆（2013－2018）：董建華、梁振英（2017年3月13日增選）
- 第十三屆（2018－2023）：董建華、梁振英
- 第十四屆（2023至今）：梁振英

據2023年3月公佈，第十四屆全國政協常务委员實有299人，其中港區委員17名：
- 王惠貞、李家傑、吳良好、邱達昌、何超瓊、陳冬(2023年7月，卸任中央人民政府駐香港特別行政區聯絡辦公室副主任職務)、陳馮富珍、林建岳、施榮懷、姚志勝、高永文、唐英年、龔俊龍、蔡冠深、廖長江、譚鐵牛、譚錦球

## 历届全國政協委员

### 第一屆
參考香港友好協進會網頁，第一屆未有港澳委員政協，而徐四民以國外華僑民主人士代表的身份出席。

### 第二屆
參考中國政協網及香港友好協進會網頁，第二屆港澳委員3人，屬特邀界別，舉列如下：
- (1956年增補)何賢(澳門委員)、費彝民
- (1957年增補)王寬誠

### 第三屆
參考中國政協網及香港友好協進會網頁，第三屆港澳委員4人，屬特邀界別，舉列如下：
王寬誠、李子誦、何賢(澳門委員)、費彝民

### 第四屆
參考中國政協網及香港友好協進會網頁，第四屆港澳委員4人，屬特邀界別，舉列如下：
王寬誠、李子誦、何賢(澳門委員)、費彝民

### 第五屆
參考中國政協網及香港友好協進會網頁，第五屆港澳委員15人，分屬歸國華僑、工商聯和特邀界別，舉列如下：
祁烽、李俠文、李萍倩、黃祖芬、李作基、李子誦、徐四民、邱成章、吳炳昌、王匡、蘇務滋、陳復禮、夏夢、霍英東、賈桂藩

### 第六屆
- 港澳同胞界別共有44名委員[10]

馬蒙、王衡、王匡、王寬誠、馮慶鏘、司徒輝、朱鶴皋、安子介、祁烽、許東亮、阮北耀、孫城曾、牟潤孫、李子誦、李作基、李俠文、李萍倩、吳多泰、邱成章、邱德根、何世柱、何銘思、余平仲、陳文裘、陳丕士、陳復禮、陳煥璋、羅桂祥、胡應湘、賈桂藩、夏夢、徐四民、黃克立、黃啟鐸、黃祖芬、黃振輝、梁披雲、蔣文桂、程慕灝、蔡章閣、蔡演雄、翟暖暉、潘江偉、霍英東

其他界別的香港委員：王丹鳳、田一明
- (1984年增補)古勝祥
- (1985年增補)黃瑤璧、鄧廣殷
- (1986年增補)石景宜、簡福飴、余國春
- (1987年增補)閔建蜀、胡鴻烈、唐翔千、陶開裕、黃夢花

### 第七屆
- 港澳同胞界別共有67名委員[11]，參考香港友好協進會網頁，當中有6名澳門委員(以@顯示)，香港委員則包括：[12]及2013年香港文匯報人民政協專刊報導[13]

馬蒙、王衡、王孝行@、鄧廣殷、古勝祥、石慧、石景宜、司徒輝、馮永祥、馮慶鏘、朱鶴皋、伍淑清、莊世平、劉廼強、安子介、許東亮、阮北耀、孫城曾、牟潤孫、蘇務滋、李子誦、李東海、李作基、李俠文、楊光、楊聲、吳多泰、吳炳昌、利黃瑤璧、邱成章、邱德根、何世柱、余平仲、余國春、閔建蜀、張永珍、陳文裘、陳丕士、陳復禮、陳煥璋、林貝聿嘉、羅桂祥、周鼎、鄭華、胡應湘、胡鴻烈、鍾景輝、賈桂藩、夏夢、徐四民、唐翔千、陶開裕、黃允畋、黃克立、黃啟鐸、黃祖芬、黃夢花、脫維善、康顥揚、梁燊、梁披雲、程慕灝、簡福飴、蔡章閣、蔡演雄、潘江偉

其他界別的香港委員：王丹鳳、田一明、余燊、榮智健
- (1989年增補)陸達權
- (1991年增補)陳日新、高苕華

### 第八屆
79名「香港同胞」舉列如下：
- 干元平、馬臨、雲大棉、文樓、鄧廣殷、古勝祥、石景宜、馮永祥、馮慶鏘、司徒輝、朱蓮芬、伍淑清、莊世平、劉廼強、劉皇發、劉浩清、安子介、阮北耀、李大壯、李東海、李國強、李俠文、李祖澤、楊光、楊孫西、利漢釗、邱德根、何世柱、何志平、余國春、鄒燦基、閔建蜀、張雲楓、張永珍、陳日新、陳文裘、陳麗玲、陳復禮、陳瑞球、邵友保、林貝聿嘉、林克平、林淑儀、羅友禮、鄭家純、趙振東、胡應湘、胡法光、胡鴻烈、查懋聲、施子清、施祥鵬、秦文俊、袁武、夏夢、徐四民、徐國炯、徐展堂、高苕華、唐翔千、黃允畋、黃守正、黃克立、黃啟鐸、黃夢花、梁燊、梁天培、梁欽榮、蔣麗芸、曾星如、曾鈺成、賴慶輝、蔡德河、譚惠珠、黎錦文、潘江偉、潘祖堯、霍英東、霍震霆

參考香港友好協進會網頁，其他界別的香港委員：
楊海成、董建華、廖自強、榮智健、潘君密、王丹鳳、王國華、田一明、李揚、邢籟、周寶芬、姚美良、馬志民、張閭蘅、梁尚立、莊永競、陳廣生、陳麗華、傅冬
- (1994年增補)朱樹豪、劉宇新、楊祥波、陳玉書、羅祥國、施展熊、高敬德
- (1995年增補)鄒哲開、趙漢鐘、郭炳湘

### 第九屆
115名「特邀香港人士」舉列如下：
- 干元平、馬臨、王丹鳳、王國華、韋基舜、雲大棉、文樓、計佑銘、古勝祥、石景宜、田一明、鄺廣傑、馮永祥、馮慶鏘、馮女倫、朱樹豪、朱蓮芬、伍淑清、莊世平、劉宇新、劉廼強、劉皇發、劉浩清、安子介、阮北耀、李揚、李大壯、李東海、李君夏、李國章、李國強、李俠文、李祖澤、楊光、楊孫西、楊海成、楊祥波、吳光正、吳家瑋、利漢釗、邱德根、何世柱、何志平、余燊、余國春、鄒燦基、鄒哲開、閔建蜀、汪明荃、張雲楓、張永珍、張閭蘅、張家敏、陸達權、陳廣生、陳日新、陳文裘、陳玉書、陳麗華、陳麗玲、陳復禮、陳瑞球、邵友保、林貝聿嘉、林淑儀、羅友禮、羅祥國、羅康瑞、羅德丞、周永新、鄭國雄、鄭家純、鄭耀宗、趙漢鐘、趙振東、榮智健、胡應湘、胡法光、胡鴻烈、查懋聲、施子清、施祥鵬、施展熊、姚美良、夏夢、徐四民、徐國炯、徐是雄、徐展堂、高苕華、高敬德、郭炳湘、唐翔千、黃守正、黃克立、黃景强、梁天培、梁尚立、梁欽榮、蔣麗芸、曾星如、曾鈺成、謝中民、謝志偉、賴慶輝、蔡德河、廖正亮、黎錦文、潘江偉、潘君密、潘宗光、潘祖堯、霍英東、霍震霆

參考香港友好協進會網頁，其他界別的香港委員：
王永樂、呂志和、李澤鉅、胡仙、劉漢銓、鄧廣殷、龔如心、謝炳、方鏗、王美岳、田北俊、何柱國、李秀恒、李家傑、李群華、李嘉音、李曉華、李靜、李覺文、杜毅、邢籟、周安達源、侯伯文、姚志勝、洪祖杭、洪清源、洪敬南、胡定旭、徐起超、徐增平、浦江、馬介璋、馬毓真、張勳賢、張學明、梁志敏、莊啟程、許智明、許明良、郭炎、陳金烈、陳曉穎、陸宗霖、曾文仲、黃紫玉、黃鑑、楊釗、劉志強

### 第十屆
122名「特邀香港人士」舉列如下：
- 馬介璋、王永樂、王國華、王䓪鳴、王敏賢、區永熙、文樓、方鏗、方黃吉雯、計佑銘、盧文端、田北俊、鄺廣傑、馮華健、馮慶鏘、馮國經、朱樹豪、朱蓮芬、伍淑清、莊啟程、劉漢銓、劉兆佳、劉宇新、劉廼強、劉詩昆、劉皇發、阮北耀、李揚、李大壯、李業廣、李秀恒、李君夏、李國章、李國強、李澤鉅、李家傑、李家祥、李群華、楊釗、楊孫西、楊海成、楊祥波、吳光正、吳家瑋、何世柱、何志平、何柱國、余燊、余國春、鄒燦基、鄒哲開、閔建蜀、汪明荃、張永珍、張華峰、張國良、張學明、張信剛、張閭蘅、張家敏、陳鳳英、陳文裘、陳玉書、陳永棋、陳麗華、陳奇偉、陳鑑林、邵善波、林學甫、林樹哲、林淑儀、羅友禮、羅祥國、羅康瑞、羅德丞、周永健、鄭家純、鄭维健、鄭耀宗、趙漢鐘、榮智健、胡漢清、胡應湘、胡定旭、胡經昌、查懋聲、鍾瑞明、施子清、施祥鵬、施展熊、洪祖杭、徐是雄、徐展堂、高敬德、郭炳湘、黃光漢、黃守正、黃英豪、黃景强、黃智超、梁天培、梁欽榮、梁振英、蔣麗芸、曾文仲、曾鈺成、謝中民、謝志偉、藍鴻震、賴慶輝、蔡冠深、廖長城、廖正亮、譚耀宗、黎錦文、潘宗光、潘祖堯、霍英東、霍震霆、戴希立、戴德豐

參考香港友好協進會網頁，其他界別的香港委員：
王征、石漢基、朱景輝、吳良好、吳歡、李祖澤、李嘉音、李賢義、杜毅、車書劍、周安達源、林光如、林國文、邱維廉、侯伯文、洪敬南、孫必達、徐增平、浦江、秦曉、馬澄坤、張勛賢、張賽娥、梁志敏、梁亮勝、梁國貞、莊紹綏、許智明、許榮茂、郭炎、郭修圃、陳振東、陳曉穎、陳澤盛、彭磷基、黃紫玉、楊敏德、楊瀾、葫葆琳、葉順興、董利翔、劉志強、蔣秋霞、蔡志明、蔡來興、蔡國雄、鄭明明、盧溫勝、謝炳
- (2005年增補)董建華

### 第十一屆
126名「特邀香港人士」舉列如下：
- 馬介璋、王永樂、王國華、王國強、王䓪鳴、王敏賢、區永熙、方鏗、方黃吉雯、計佑銘、鄧日燊、鄧兆棠、龍子明、盧文端、田北俊、馮華健、馮國經、呂明華、朱樹豪、朱蓮芬、伍淑清、莊啟程、劉漢銓、劉兆佳、劉宇新、劉詩昆、劉皇發、劉夢熊、劉遵義、湯偉奇、許仕仁、許榮茂、許智明、蘇澤光、杜毅、李揚、李大壯、李文俊、李秀恒、李賢義、李國章、李國強、李澤鉅、李家傑、李家祥、楊釗、楊孫西、楊海成、楊敏德、吳光正、吳良好、何志平、何柱國、余國春、鄒燦基、汪明荃、張華峰、張國良、張學明、張信剛、張閭蘅、張家敏、陳萬雄、陳玉書、陳永棋、陳麗華、陳奇偉、陳振東、陳鑑林、邵善波、林國文、林樹哲、林銘森、林淑儀、羅友禮、羅祥國、羅康瑞、周永健、周安達源、周俊明、周梁淑怡、鄭家純、鄭维健、鄭耀宗、榮智健、胡漢清、胡應湘、胡經昌、查懋聲、鍾瑞明、施子清、施祥鵬、施展熊、洪祖杭、徐是雄、徐展堂[注 1]、高敬德、郭炎[注 2]、郭炳湘、容永祺、黃光苗、黃守正、黃志祥、黃英豪、黃景强、黃楚標、梁國貞、梁欽榮、梁振英、董建華、蔣麗芸、曾鈺成、藍鴻震、賴慶輝、蔡志明、蔡冠深、廖長城、廖正亮、譚錦球、譚耀宗、黎桂康、潘宗光、潘祖堯、霍震霆、戴希立、戴德豐

參考香港友好協進會網頁，其他界別的香港委員：王鳳超、滕一龍、葉順興、李嘉音、陳清霞、陳婉嫻、鄭禕、鄭明明、胡葆琳、黃紫玉、蔣秋霞、方方、李惠森、曾智明、薛光林、王再興、劉志強、陳經緯、王曉玉、莊紹綏、李群華、張茵、陳成秀、陳紅天、邱維廉、浦江、曾文仲、劉宇一、吳歡、陳澤盛、林建岳、朱李月華、孔慶平、馮曉增、李文岳、李民斌、張學武、張賽娥、張懿宸、陳曉穎、林大輝、林健鋒、鄭海泉、秦曉、談理平、梁志敏、梁君彥、洪敬南、謝炳、蔡來興、蔡國雄、馬澄坤、石漢基、劉長樂、楊瀾、林光如、胡定旭、楊孝華、包陪慶、李子良、張松橋、黃朝陽、盧溫勝、呂耀東、朱孟依、朱景輝、孫必達、張紅力、侯伯文、徐增平、郭修圃、涂輝龍、梁偉浩、梁亮勝、彭磷基、董利翔
- （2010年增補） 王惠貞、梁鳳儀、簡松年

### 第十二届
124名「特邀香港人士」舉列如下：
- 王冬勝、王亞南、王國強、王明洋、王樹成、王貴國、王䓪鳴、王敏賢、王惠貞、區永熙、方方、方文雄、方黃吉雯、鄧日燊、鄧竟成、鄧清河、龍子明、盧文端、盧溫勝、田北俊[注 3]、包陪慶、鄺保羅、馮華健、馮國經、呂耀東、朱銘泉、朱鼎健、伍淑清、劉長樂、劉業強、劉漢銓、劉兆佳、劉遵義、江達可、湯顯明、許漢忠、許榮茂、孫少文、紀文鳳、蘇澤光、杜惠愷、李子良、李月華、李文俊、李秀恒、李賢義、李國章、李澤鉅、李家傑、李家祥、李惠森、李德麟、楊釗、楊孝華、楊志紅、楊國強、楊紹信、吳光正、吳良好、吳換炎、吳惠權、邱達昌、何柱國、余國春、汪明荃、沈衝、張華峰、張國榮、張學明、張學修、張家敏、陳萬雄、陳永棋、陳清霞、陳婉嫻、陳新滋、陳鑑林、邵善波、林雲峰、林光如、林建岳、林樹哲、林健鋒、林銘森、羅康瑞、周永健、周安達源、周梁淑怡、鄭家純、鄭維健、鄭翔玲、鄭慕智、胡漢清、胡經昌、胡葆琳、鍾瑞明、施榮懷、姜在忠、源國明、洪祖杭、殷曉靜、高敬德、郭炎、唐偉章、唐英年、容永祺、黃蘭發、黃英豪、黃景強、黃楚標、梁君彥、梁國貞、梁振英[注 4]、彭長緯、董建華、釋寬運、曾智明、簡松年、蔡冠深、廖長城、譚錦球、譚耀宗、霍震霆、戴希立、戴德豐、魏明德

其他界別的香港委員：
- 何一心、侯伯文、傅育寧、劉宇一、譚智聰、劉宗明、吳歡、周春玲、和廣北、塗輝龍、孔慶平、張學武、張懿宸、張文光、張松橋、張茵、張賽娥、張閭蘅、徐增平、朱共山、李勝堆、李嘉音、李民斌、林大輝、林定強、林淑儀、林積燦、梁亮勝、梁伯韜、梁偉浩、梁志敏、梁滿林、梁高美懿、梁鳳儀、楊敏德、楊祥波、浦江、王再興、王力平、王志民、王志良、王曉玉、王濱、白水清、盧紹傑、石漢基、翟美卿、胡定旭、莊紹綏、葉順興、董利翔、蔣秋霞、薛光林、許智明、賴海民、邱维廉、郭加迪、郭孔丞、郭莉、鄭旭、鄭禕、陳仲尼、陳山玲、陳成秀、陳曉穎、陳港生、陳澤盛、陳紅天、陳經緯、陳聰聰、陳麗華、韓國龍、馮丹藜、高彥明、黃光苗、黃其森、黃廣香、黃小峰、黃志祥、黃揚略、黃朝陽、黃若虹

### 第十三届
125名「特邀香港人士」名單如下：
- 王力平、王冬勝、王亞南、王國強、王明凡、王明洋、王䓪鳴、王貴國、王惠貞、區永熙、方文雄、孔令成、鄧日燊、鄧竟成、鄧清河、龍子明、盧業樑、盧偉國、葉建明、鄺保羅、馮華健、呂耀東、朱銘泉、朱鼎健、劉與量、劉長樂、劉業強、劉炳章、江達可、江碧彤、許漢忠、許榮茂、孫少文、紀海鵬、蘇長榮、李山、李小加、李子良、李月華、李文俊、李民斌、李偉斌、李賢義、李澤鉅、李家傑、李家祥、李惠森、李慧琼、楊勳、楊志紅、楊國強、楊建文、楊紹信、楊莉珊、吳良好、吳換炎、邱達昌、何柱國、佘德聰、余國春、沈沖、張華峰、張國榮、張學修、陳馮富珍、陳仲尼、陳紅天、陳清霞、陳新滋、林建岳、林健鋒、易志明、周永健、周安達源、周厚立、孟麗紅、胡漢清、胡經昌、胡劍江、鍾瑞明、施榮懷、施清流、施維雄、姜在忠、高敬德、郭炳聯、唐偉章、唐英年、容永祺、黃國、黃少康、黃蘭發、黃華康、黃若虹、黃英豪、黃敏利、黃楚標、黃錦輝、黃毅輝、曹其東、龔永德、龔俊龍、梁志祥、梁君彥、梁亮勝、梁振英、梁高美懿、屠海鳴、彭長緯、董吳玲玲、董建華、釋寬運、曾偉雄、曾智明、謝偉銓、簡松年、詹洪良、蔡加讚、蔡冠深、譚鐵牛、譚錦球、黎棟國、潘蘇通、戴希立、魏明德

其他界別的政協委員(共78人)：
- 王濱、王志良、白水清、石漢基、成龍、朱新勝、何一心、吳旭洋、吳傑莊、李一、李明、李胥、李大壯、李建紅、李國棟、李國興、李勝堆、沈南鵬、周勇、周春玲、周群飛、屈恩、林武、林大輝、林定強、林淑儀、林積燦、姚珏、姚志勝、洪明基、胡文新、胡定旭、殷曉靜、塗輝龍、馬浩文、高永文、高佩璇、高迎欣、高彥明、張力、張勁、張仁良、張文光、張志剛、張松橋、張懿宸、曹暉、梁滿林、淩友詩、莊紹綏、許家印、郭孔丞、陳冬、陳卓禧、傅軍、傅育寧、曾毓群、馮丹藜、黃小峰、黃志祥、黃玲玲、黃楚基、黃蘭茜、楊健、楊建平、萬敏、葉順興、翟美卿、趙東平、樓家強、鄭禕、盧紹傑、閻峰、霍啟剛、薛光林、謝俊明、嚴彬、蘇紹聰

### 第十四届
124名「特邀香港人士」名單如下：
- 馬光如、王力平、王明凡、王育民、王思東、王庭聰、王祥明、王惠貞、車弘健、文宏武、方文雄、尹宗華、鄧佑財、鄧宣宏雁、鄧健榮、鄧清河、盧業樑、盧金榮、葉永成、葉建明、呂堅、呂耀東、朱銘泉、朱鼎健、朱新勝、莊紫祥、劉業成、劉業強、劉江華、關百豪、江達可、孫煜、孫少文、孫青野、蘇長榮、蘇紹聰、蘇清棟、杜家駒、李山、李大宏、李子建、李月華、李文俊、李民斌、李偉斌、李君豪、李澤鉅、李家傑、李鎮強、楊紹信、楊莉珊、連鎮恩、吳華江、吳良好、吳傑莊、吳宗權、吳輝體、邱達昌、何漢權、何永昌、何君堯、何超瓊、佘德聰、余鵬春、張國榮、陳冬、陳寅、陳文洲、陳馮富珍、陳弘毅、陳謳明、陳紅天、陳亨利、陳清霞、陳瑞娟、邵家輝、范駿華、林龍安、林詩鍵、林建岳、羅永綱、羅卓堅、周春玲、周厚立、鄭志剛、孟麗紅、趙柏基、胡劍江、查毅超、施榮懷、施清流、施維雄、姚志勝、姚茂龍、唐英年、容永祺、黃少康、黃若虹、黃敏利、黃錦輝、曹其東、龔永德、龔俊龍、梁志祥、梁振英、屠海鳴、彭韻僖、彭耀佳、董吳玲玲、釋寬運、曾偉雄、曾智明、賴海民、詹洪良、蔡加讚、蔡榮星、蔡冠深、蔡黃玲玲、廖長江、譚允芝、譚錦球、樊敏華、顏建國、魏明德

其他界別的香港委員：
- 黃志祥、顏寶鈴、譚岳衡、楊政龍、黃國、張堃、曾瀞漪、姚珏、甄子丹、林大輝、盧永雄、高永文、管浩鳴、郭基煇、吳靜怡、李國興、林潞

參考香港友好協進會網頁
- 孔令成、王冬勝、王志良、王來春、王嘉恩、白水清、任咏華、何一心、余國樑、吳旭洋、吳宏偉、李胥、李大壯、李勝堆、周群飛、屈恩、林涌、林定強、林曉輝、林積燦、洪明基、胡文新、凌俊傑、涂輝龍、馬浩文、高佩璇、張斌、張佐姣、張利平、張志剛、張懿宸、曹暉、梁頴宇、莫海濤、莫華倫、許明金、許清流、郭孔丞、陳卓禧、曾毓群、程燕、舒心、黃楚基、黃毅輝、黃蘭茜、董清世、翟美卿、劉紀明、劉智鵬、劉澤星、滕錦光、衞炳江、黎俊東、閻峰、謝俊明